# Bill Erwin
Bill Erwin, właśc. William Lindsey Erwin (ur. 2 grudnia 1914 w Honey Grove, zm. 29 grudnia 2010 w Los Angeles) – amerykański aktor telewizyjny, filmowy i teatralny mający na koncie ponad 250 ról filmowych. Weteran wśród aktorów charakterystycznych.

## Życiorys

### Wczesne życie
Urodził się w Honey Grove w Teksasie. Uczęszczał do San Angelo College przed zdobyciem w 1935 roku tytułu licencjata na University of Texas w Austin na kierunku dziennikarstwa, a w 1941 roku uzyskał tytuł magistra sztuk teatralnych na Pasadena Playhouse. Potem służył jako kapitan w United States Army Air Corps podczas II wojny światowej, a po wojnie Erwin wrócił do Hollywoodu w celu kontynuowania kariery aktorskiej.
Wygrał nagrody: Los Angeles Drama Critics Circle Award, cztery Drama-Logue Awards, Gilmore Brown Award for Career Achievement, Pacific Pioneer Broadcasters' Diamond Circle Award i Distinguished Alumnus Award na Angelo State University.

### Kariera

#### Film
Na wielkim ekranie zadebiutował w 1941 roku w filmie pt. Always Tomorrow: The Portrait of an American Business, gdzie grał postać Sama Tompkinsa. W 1949 roku grał chorążego w filmie pt. Pole bitwy, a w 1951 roku w filmie pt. Tramwaj zwany pożądaniem. W 1980 roku wystąpił w jedną z głównych ról wraz z Christopherem Reevem i Jane Seymour w filmie pt. Gdzieś w czasie – Arthura Biehla, portiera Grand Hotel.
Grał także w wielu filmach Johna Hughesa takich jak m.in.: Samoloty, pociągi i samochody (1987), Kevin sam w domu (1990), Dennis rozrabiaka (1993).

#### Telewizja
Zacznie bogatszy dorobek ma w produkcjach telewizyjnych. Na małym ekranie zadebiutował w 1950 roku w filmie pt. The Silver Theatre. Grał w latach 50., 60. gościnnie w wielu serialach takich jak m.in.: Alfred Hitchcock przedstawia, Kocham Lucy, Gunsmoke, Nietykalni, Strefa mroku, Lassie, Koń, który mówi, Ścigany.
W latach 70., 80. i 90. występował gościnnie w serialach takich jak m.in.: Barnaby Jones, Diukowie Hazzardu, Who’s the Boss?, Autostradą do nieba, Dzieciaki, kłopoty i my, Świat według Bundych, Na wariackich papierach, Star Trek: Następne pokolenie, gdzie grał postać doktora Dalene Quaice’a – przyjaciela i mentora doktora Beverly’ego Crushera.
W 1993 roku wystąpił w 58 odcinku serialu pt. Kroniki Seinfelda – Starszy Mężczyzna (The Old Man), za co otrzymał nominację do nagród Emmy. Wystąpił potem w serialach takich jak m.in.: Nowe przygody Supermana, Naga prawda, Detektyw na tropie, Prezydencki poker, Detektyw Monk, Diabli nadali, Everwood, Mam na imię Earl.

#### Inne media
Rozpoczął karierę jako menedżer teatralny brzuchomówcy – Edgara Bergena w 1941 roku. Erwin sucho przypomniał: „Byłem odpowiedzialny za manekinów”.
Był także samoukiem, rysownikiem. Pracował dla takich czasopism jak m.in.: The New Yorker, Playboy, Los Angeles.

## Życie prywatne
Mieszkał w Hollywood Hills wraz żoną, aktorką i dziennikarką – Fran MacLachlan Erwin (zmarła przed nim). Mieli razem dwóch synów: Michaela i Timothy’ego i dwie córki: Lindsey Thomas Erwin i Kelly. Erwin miał także siostrę, Gene Cosper.
Zmarł dnia 29 grudnia 2010 roku w swoim domu w Studio City, w Los Angeles, z przyczyn naturalnych, blisko planu produkcyjnego serialu Kroniki Seinfelda. Został pochowany w Austin w Teksasie.

## Filmografia

### Film
- 1941: Always Tomorrow: The Portrait of an American Business jako Sam Tompkins
- 1949: Pole bitwy jako chorąży
- 1951: Tramwaj zwany pożądaniem
- 1980: Gdzieś w czasie jako Arthur Biehl
- 1987: Samoloty, pociągi i samochody jako mężczyzna w samolocie
- 1988: Ona będzie miała dziecko jako dziadek
- 1990: Kevin sam w domu jako mężczyzna na lotnisku
- 1993: Dennis rozrabiaka jako pan Butterwell
- 1994: Naga broń 33⅓: Ostateczna zniewaga jako Konduktor
- 1995: Rzeczy, które robisz w Denver, będąc martwym jako 70-letni mężczyzna
- 1998: Pomysł na interes jako Landers
- 1999: Podróż przedślubna jako Murray
- 1999: Inferno: Piekielna walka jako Eli Hamilton
- 2000: Zło pod podłogą jako Harold

### Seriale
- 1950: The Silver Theatre
- 1956: Alfred Hitchcock przedstawia jako strażak
- 1957: Kocham Lucy jako Bum
- 1957–1974: Gunsmoke jako Mieszkaniec, Ksiądz, Snood
- 1959–1963: Nietykalni jako Majster, Doktor, Licytator
- 1959–1963: Strefa mroku jako mężczyzna we wspomnieniach, Peter Kramer, Wilcox
- 1960–1962: Lassie jako pan Burton, Bob Thomas
- 1961: Koń, który mówi jako pan Wood
- 1963–1967: Ścigany jako Barman, Mężczyzna, Klient baru
- 1973: Barnaby Jones jako Obrońca Atkensa, Celnik
- 1974–1981: The Waltons jako doktor Frederick Grover, Senator Rogers
- 1981: Diukowie Hazzardu jako Clarence Stovall
- 1984–1987: Who’s the Boss? jako Leon, Święty Mikołaj, Ted
- 1985: Santa Barbara jako Harold Beard
- 1986–1987: Autostrada do nieba jako Clarence, Święty Mikołaj
- 1986–1991:  Dzieciaki, kłopoty i my jako Janitor, Edgar, Bub
- 1987: Punky Brewster jako Ben Frank
- 1987: Świat według Bundych jako Hiram Massey
- 1989: Na wariackich papierach jako Duncan Kennedy
- 1990: Star Trek: Następne pokolenie jako komandor Dalen Quaice
- 1991: Zagubiony w czasie jako pan Deever
- 1991: Pełna chata jako pan Ferguson
- 1991: Knots Landing jako pan Wineke
- 1992: Złotka jako pan Hubbard
- 1992: Szaleję za tobą
- 1993: Kroniki Seinfelda jako Sid
- 1993: Upadłe anioły jako Chick
- 1993: Nowe przygody Supermana jako Andy Tucker
- 1996: Cybill jako Bill
- 1997: A teraz Susan jako pan Tidgely
- 1997: Grace w opałach jako starszy mężczyzna
- 1997: The Drew Carey Show jako pan Bradbury
- 1997: Naga prawda jako Victor
- 1997: Ja się zastrzelę jako pan King
- 2000: Detektyw na tropie jako pan Flaherty
- 2001: Prezydencki poker jako Ronald Cruikshank
- 2002: Jak dwie krople wody
- 2003: Detektyw Monk jako Hiram Hollings
- 2004: Diabli nadali jako Whitey
- 2004: Everwood jako Ollie
- 2006: Na imię mi Earl jako starszy mężczyzna grający w ping ponga

### Dubbing
- 1988: Pradawny ląd jako dziadek